# Saint-Laurent-des-Combes (Charente)
Saint-Laurent-des-Combes é uma comuna francesa na região administrativa da Nova Aquitânia, no departamento de Charente. Estende-se por uma área de 7,67 km². Em 2010 a comuna tinha 93 habitantes (densidade: 12,1 hab./km²).